# الطفل الشيخ (فلم)
الطفل الشيخ هو فيلم دراما تاريخي مغربي صدر عام 2012، من كتابة وإخراج حميد بناني، وبطولة كل من محمد مجد، ومحمد البسطاوي، وإدريس الروخ، وسناء موزيان، وعمر لطفي، وفرح الفاسي، وغيرهم. يتناول الفيلم مقاومة قبائل آيت عطا في معركة بوغافر الشهيرة ضد الاحتلال الفرنسي.

## القصة
تدور أحداث الفيلم خلال فترة الاحتلال الفرنسي، ويحكي قصة الشاب «سعيد» الذي يقع بين مطرقة الاحتلال الفرنسي وسندان المقاومة المغربية التي تحاول استمالته للصف الوطني.
فبهدف إفشال مساعي المستعمر الفرنسي ومخططاته، يسعى مجموعة من المقاومين من ضمنهم موحى، عم سعيد، إلى إقناعه بالانضمام إليهم بعدما عملت سلطات الاستعمار جاهدة على استمالته للعمل لديها مخبرًا على مشاريع المقاومة الوطنية.

## طاقم التمثيل
- محمد مجد
- محمد البسطاوي
- إدريس الروخ
- فاطمة هراندي
- عمر لطفي
- سناء موزيان
- فرح الفاسي
- محمد مروازي
- نعيمة بوحمالة
- محمد الرزين
- زبيدة عاكف

## روابط خارجية
- مقالات تستعمل روابط فنية بلا صلة مع ويكي بيانات